# Kontrakt socjalny
Kontrakt socjalny – narzędzie pracy socjalnej; pisemna umowa zawarta pomiędzy przedstawicielem jednostki pomocy społecznej, najczęściej pracownikiem socjalnym a klientem pomocy społecznej (osobą, rodziną) ubiegającym się o pomoc.
Kontrakt socjalny określa uprawnienia i zobowiązania stron umowy w ramach wspólnie podejmowanych działań zmierzających do przezwyciężenia trudnej sytuacji życiowej danej osoby lub rodziny. Podpisanie kontraktu socjalnego wypływa z zasady pomocniczości – poszczególne osoby i rodziny są zobowiązane do rozwiązywania swoich problemów w pierwszej kolejności z wykorzystaniem sił i możliwości własnych, a w przypadku pomocy państwa muszą w rozwiązywaniu tych problemów współdziałać. Zasady zawierania kontraktów socjalnych reguluje ustawa o pomocy społecznej, nie precyzując jednak sytuacji, w których kontrakt taki winien być zawierany. Z praktyki wynika, że zawierane są one w sytuacjach, gdzie osoba lub rodzina może podjąć jakieś działania zmierzające do przezwyciężenia swoich problemów oraz wyjścia z trudnej sytuacji życiowej. Takie sytuacje to m.in. bezrobocie, alkoholizm, narkomania, bezradność w kwestiach opiekuńczych i wychowawczych lub prowadzeniu gospodarstwa domowego. 
W kontrakcie socjalnym najpierw ocenia się sytuację rodziny i jej niewykorzystany potencjał. Na tej podstawie formułowane są cele, które osoba lub rodzina ma osiągnąć, celem przezwyciężenia swoich trudności. Narzędzie określa też uprawnienia i zobowiązania stron. W tym kontekście kontrakt socjalny może być zawarty tylko na określonym etapie pracy z indywidualnym przypadkiem, po pełnym rozpoznaniu jego możliwości, potencjałów i ograniczeń. Zawierając umowę, przedstawiciel jednostki pomocy społecznej uwzględnić musi gotowość osób do współpracy w rozwiązywaniu swoich problemów. Naturalnym zjawiskiem jest powstawanie pewnych oporów w osobach przed podpisaniem dokumentu, co jest polem do odpowiedniego zmotywowania uczestnika.
Idea kontraktu socjalnego wypływa z przekonania, że jasno i konkretnie wyznaczone cele podnoszą skuteczność działań socjalnych. Cele układa się w określonej kolejności – takiej, w jakiej mają być osiągane. Częstokroć osiągnięcie jednego (pośredniego) celu warunkuje osiągnięcie kolejnego (pośredniego lub ostatecznego). Istnieje najczęściej cel główny i cele szczegółowe zmierzające do jego ostatecznej realizacji. Cele precyzuje się zwykle w związku z przyczynami trudnej sytuacji życiowej, źródłami tych przyczyn, słabymi stronami osoby lub rodziny, a także barierami środowiskowymi, przeszkodami i ograniczeniami. Cel główny musi być tak sformułowany, żeby obejmował wszystkie cele szczegółowe oraz precyzyjnie określał stan, w jakim ma się znaleźć klient pomocy społecznej, aby jego sytuacja uległa zasadniczej i dostrzegalnej poprawie.